# Marcela Santibáñez
Marcela Santibáñez Gomez ist eine chilenische Filmproduzentin.

## Leben
Marcela Santibáñez Gómez studierte Audiovisuelle Medien, Literaturwissenschaft und Kommunikationswissenschaft an der Pontificia Universidad Católica de Chile. Nach ihrem Abschluss 2010 wechselte sie an die University of California, Los Angeles und machte dort ihren Master of Fine Arts in Filmproduktion.
2014 produzierte sie die Miniserie Chile Suena. Es folgten einige weitere Produktionen. 2020 produzierte sie für Micromundo Producciones den Dokumentarfilm Der Maulwurf – Ein Detektiv im Altersheim. Der Film von Maite Alberdi wurde bei der Oscarverleihung 2021 als Bester Dokumentarfilm nominiert.

## Filmografie
- 2010: Regla numero uno (Kurzfilm)
- 2014: Chile Suena (Miniserie)
- 2015: Killing Animals
- 2016: Age of the Moon (Kurzfilm)
- 2018: Flow (Dokumentarfilm)
- 2020: Der Maulwurf – Ein Detektiv im Altersheim (El Agente topo)